# Fuerzas de Autodefensa de Rojava
Las Fuerzas de Rojava (en kurdo Hêzên Xweparastinê; abreviado HXP; en árabe: قوات الحماية الذاتية; en siríaco: ܓܘܫܡܐ ܕܣܘܝܥܐ ܘܣܘܬܪܐ ܝܬܝܐtraduccion. Gushmo d'Suyo'o w'Sutoro Yothoyo, FADR en español) es una milicia territorial de autodefensa multiétnica territorial étnica que actúa a Rojava. Las HXP son las primeras fuerzas que implementan el servicio militar en Rojava. La milicia de defensa territorial y la única fuerza armada reclutada en la Federación Democrática de Siria Septentrional.

## Nombre y Traducción
El nombre oficial de HXP en kurdo es Hêzên Xweparastinê. Pero en el logo de HXP del Cantón de Afrin, hay otro nombre kurdo "Hêza Parastina Xweser" que sólo puede ser utilizado en este cantón. En algunas noticias kurdas, "Erka Xweparastinê" se ha utilizado para dar derecho a HXP.
La traducción literal en español es Fuerzas de Autodefensa. Asimismo, sin embargo, podría utilizarse la traducción Fuerza de Protección Autónoma (abreviado como FPA),  que causa a menudo confusión debido al poco uso.

## Reclutamiento, formación y servicio

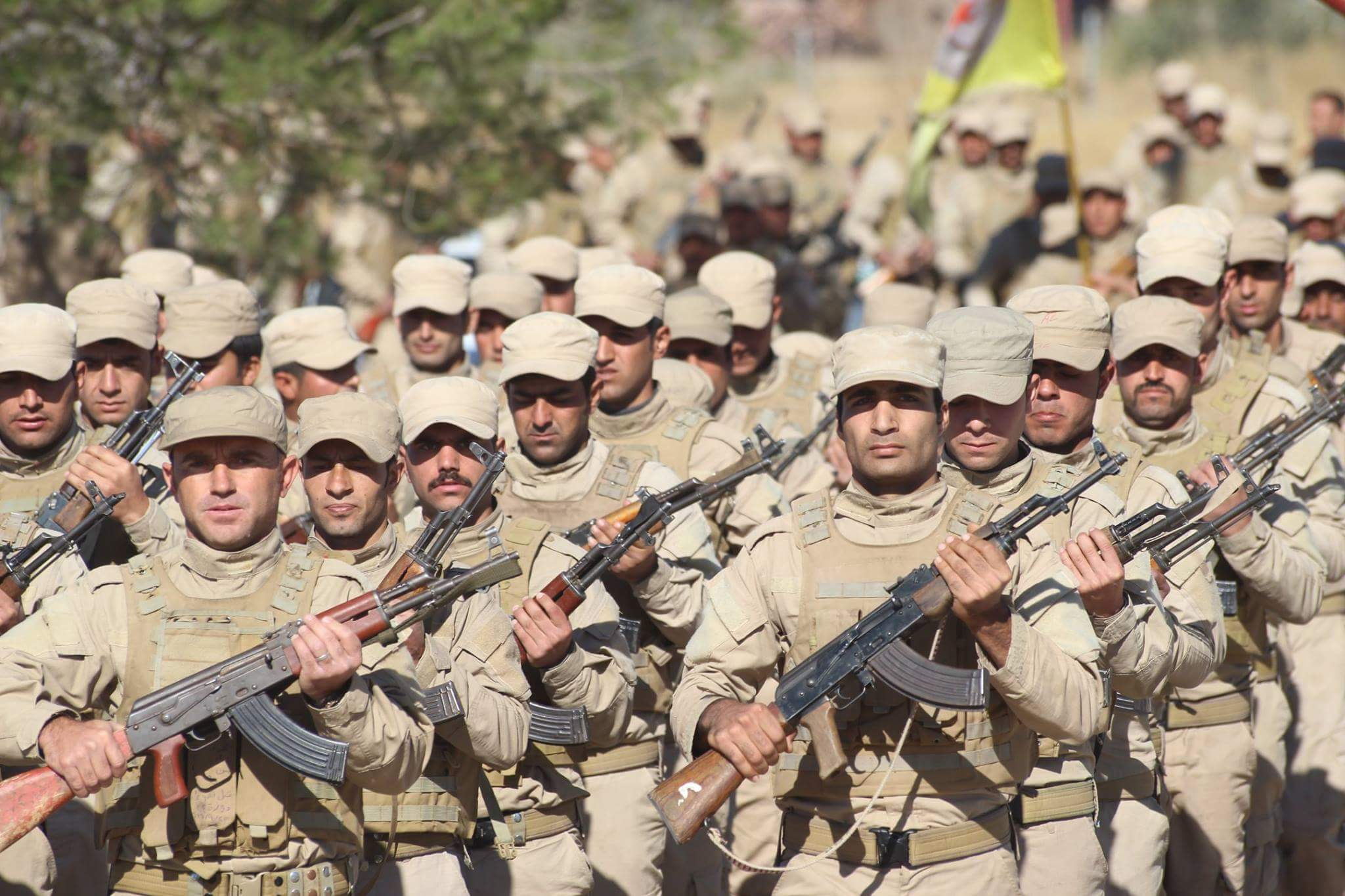
Unidades del HXP en una marcha militar.

Las voces más críticas con la creación de estas fuerzas ponen de manifiesto que no se puede obligar a la gente a realizar el servicio militar, porque implica involuntariedad y, en muchos casos, la fuga del territorio. Para defenderse de tales acusaciones, un oficial sentenció que nadie obligará a participar en el frente a ninguna persona que no lo desee, es una formación y posteriormente "cada persona decidirá alistarse en las Unidades de Protección Popular  para controlar los puntos de control de las zonas ya liberadas o, por el contrario, "marcharse a casa".
La creación y el servicio militar del HXP se amparan legalmente en las leyes del deber de autodefensa (en kurdo: ERKA Xweparastinê) en diferentes cantones de Rojava , aprobado por las diferentes Asambleas Legislativas (en kurdo: Meclisi Zagonsaz) de cada región . Según la ley, el Consejo de Defensa (en kurdo: Desteya Parastin) de cada cantón abrirá un centro de reclutamiento de autodefensa (en kurdo: Navenda ERKA Xweparastinê) para registrarse y reclutar.
La introducción del servicio militar ha causado tensiones en Rojava. Varias personas han decidido huir de diferentes maneras, desplazándose a Irak oTurquía, por ejemplo, incluso directamente no registrándose los centros del deber de autodefensa. El hecho de ser obligatorio ha llevado a las Asayish  a ordenar la detención de las personas con intenciones de no realizar el servicio militar, para posteriormente obligarlas a inscribirse. El Consejo Nacional Kurdo, el principal partido opositor a Rojava, ha criticado duramente la instauración de este sistema.
Los reclutas son entrenados por las Unidades de Protección Popular en campamentos. La formación tiene una duración aproximada de 45 días, aunque en sus inicios variaba según el cantón en el que se realizara (30 días en Afrin o 40 en Jazira). La formación incluye táctica y estructura militar, ideología y trato con civiles. Después de entrenar, los reclutas pueden comenzar el servicio con las HXP.

## La Historia en los diferentes cantones

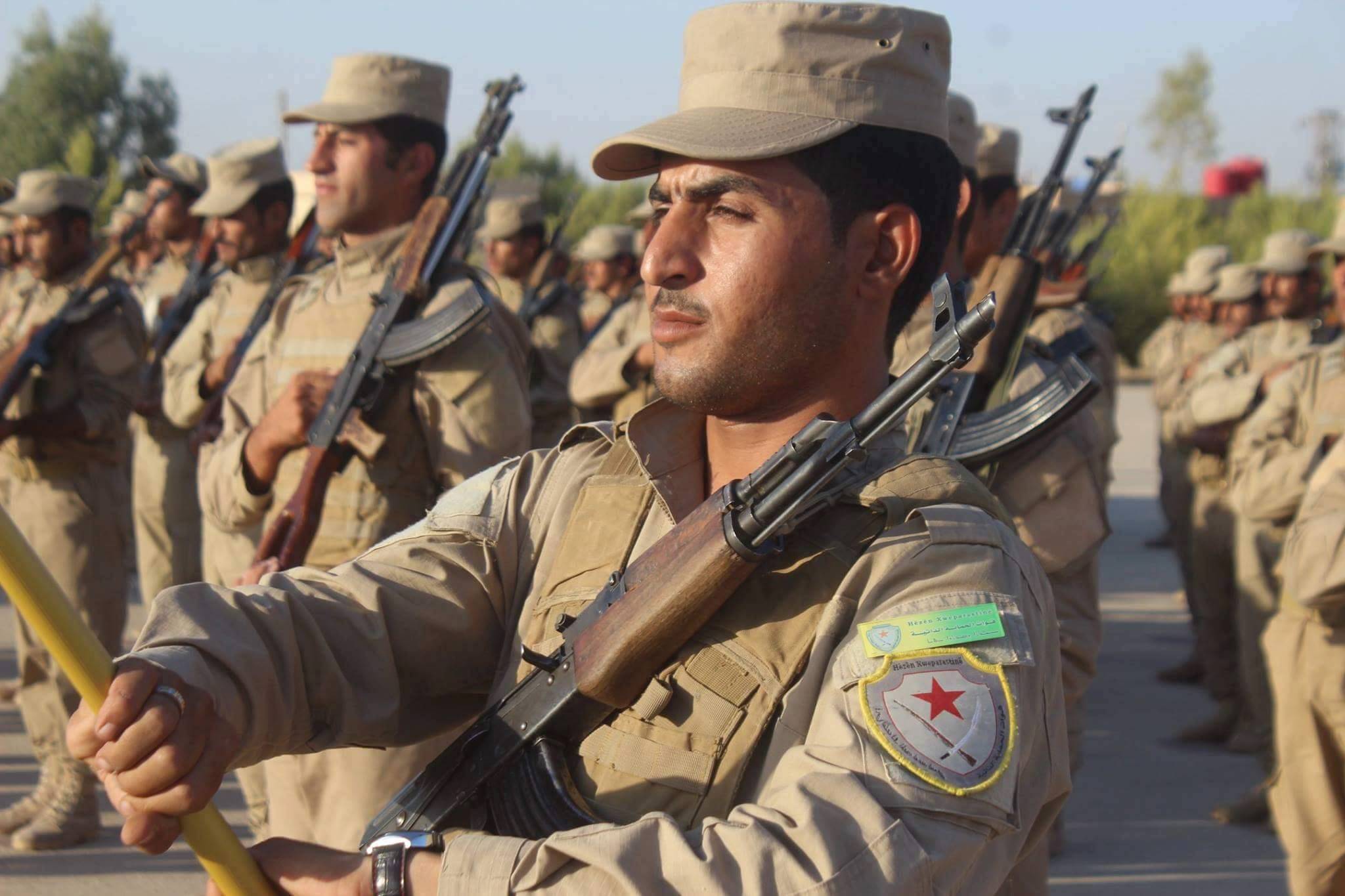
Soldados del HXP en el Cantón de Afrin, Rojava.

El HXP se formó inicialmente en el Cantón de Jazira. El cantón de Jazira aprobó la ley del deber de la autodefensa ya en el 13 de julio de 2014. El primer contingente de tropas de HXP comenzó a entrenarse el 11 de octubre de 2014 y sirvió como fundación de las Fuerzas de Autodefensa. Después de ese entrenamiento de 40 días, los reclutas se graduaron el 20 de noviembre de 2014.
En el cantón de Afrin, la ley del deber de la defensa propia fue introducida el 19 de mayo de 2015 y el primer centro para el deber de la defensa se abrió el 4 de junio. Después del entrenamiento durante cerca de un mes, la primera promoción de tropas de HXP se graduó el 5 de julio.
En julio de 2014, algunas noticias afirmaron que tanto los cantones de Jazira como los de Kobane introducirían el servicio militar obligatorio.  Pero la entrada en vigor de la ley de defensa personal y la apertura del Centro no tuvieron lugar hasta el 4 de junio de 2016 en el cantón de Kobane. Es posible que el Cantón de Kobane intentara introducir el reclutamiento ya en julio de 2014, pero tuvo que suspender tal intento por razones desconocidas.
La primera hornada de tropas de HXP fue reclutada el 20 de junio de 2016 y se graduó el 25 de julio.
El HXP también mantiene una unidad de fuerzas especiales.

## Unidades de Disciplina Militar
Las HXP fundaron las Unidades de Disciplina Militar (en kurdo: Yekîneyên Disiplîna Leşkerî; en árabe: وحدات الانضباط العسكري en siríaco: ܚܕܘܬܐ ܕܣܘܕܪܐ ܓܝܣܝܐ) en julio de 2015. La tarea principal de esta fuerza es asegurar disciplina militar, impedir el contrabando de armas y proteger edificios militares.